# Nationaal Museum voor Kunst, Architectuur en Design

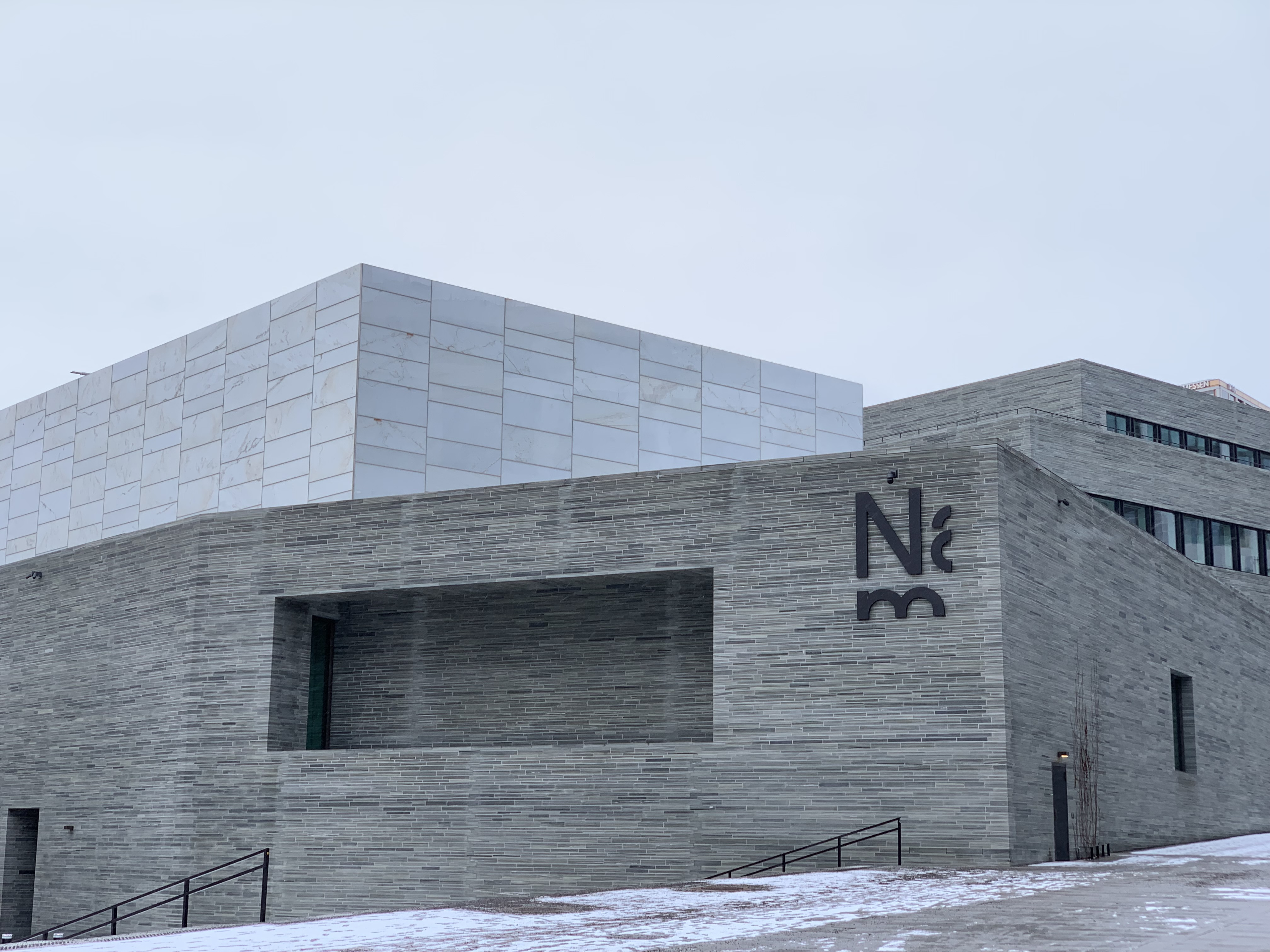
Het in 2022 geopende nieuwe Nasjonalmuseet

Het Nationaal Museum voor Kunst, Architectuur en Design (Noors: Nasjonalmuseet for kunst, arkitektur og design) is een Noors staatsmuseum in Oslo, dat gevormd is op 1 juli 2003 door samenvoeging van het Noors Nationaal Architectuurmuseum, het Museum voor Decoratieve Kunsten en Design, het Museum voor Moderne Kunst en de Noorse Nationale Galerie ("Nasjonalgalleriet").
Het museum bezit de grootste kunstverzameling van Noorwegen. In zijn collectie bevinden zich onder andere werken van Edvard Munch, waaronder een schilderij van de De Schreeuw en de eerste versie van Meisjes op de pier.
Het museum heeft ook werken in bezit van Pablo Picasso, Vincent van Gogh, Claude Monet en Henri Matisse.
In 2022 opende het gloednieuwe museumgebouw ruim een halve kilometer zuidwaarts in het stadsdeel Sentrum van Oslo, aan de havenkades. Dit gebeurde op de plaats van de vroegere perrons en sporen van het station Oslo-Vestbanen. In het gebouw zijn de collecties van de vier vroegere musea samengebracht.

## Galerij

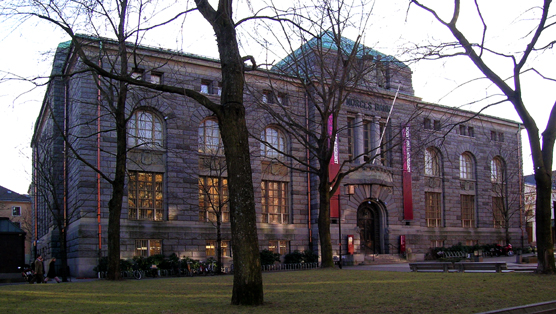
Vroegere gebouw Museum voor Moderne Kunst, Oslo
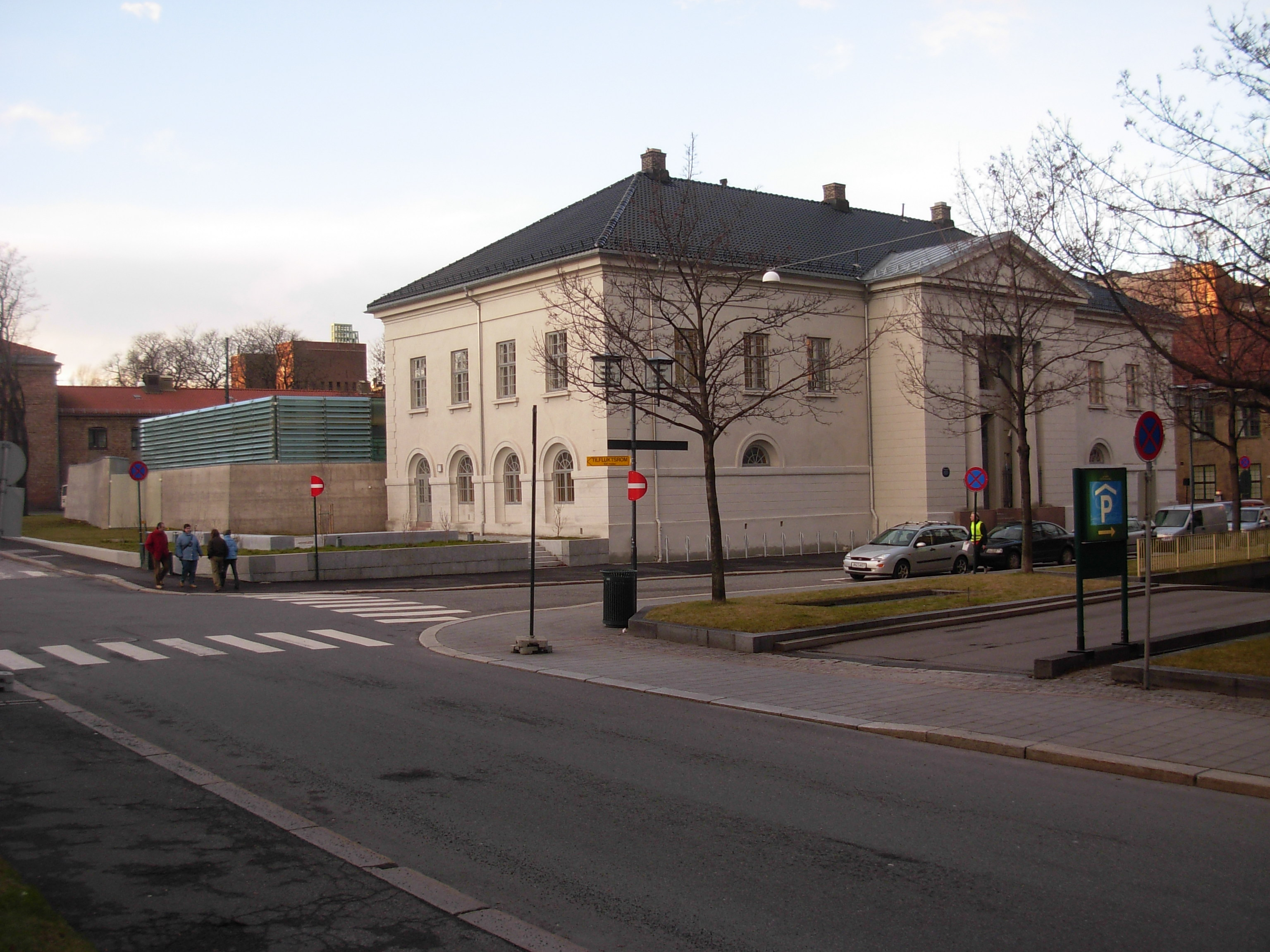
Vroegere gebouw Nationaal Architectuurmusum
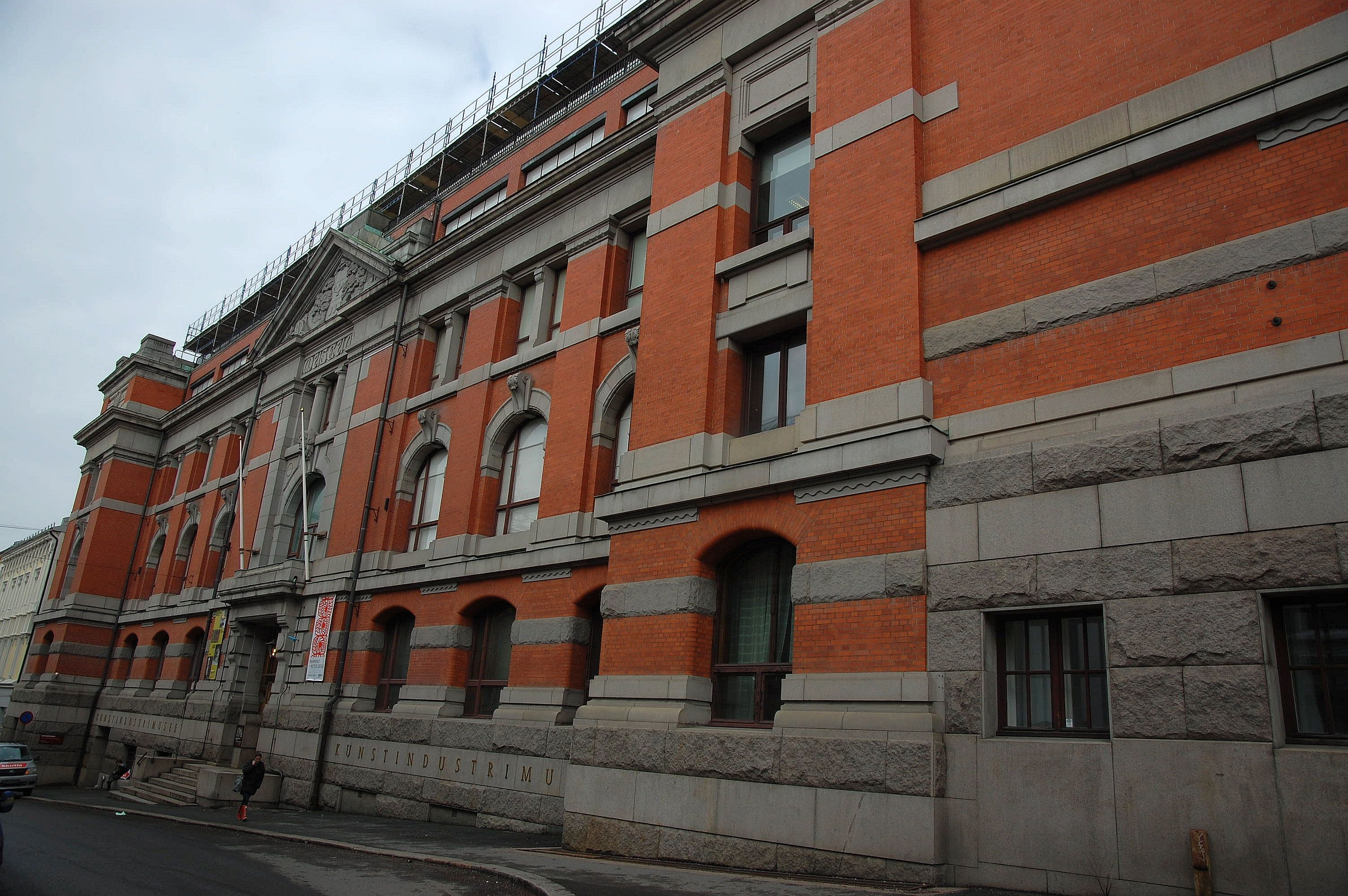
Vroegere gebouw Museum voor Decoratieve Kunsten en Design
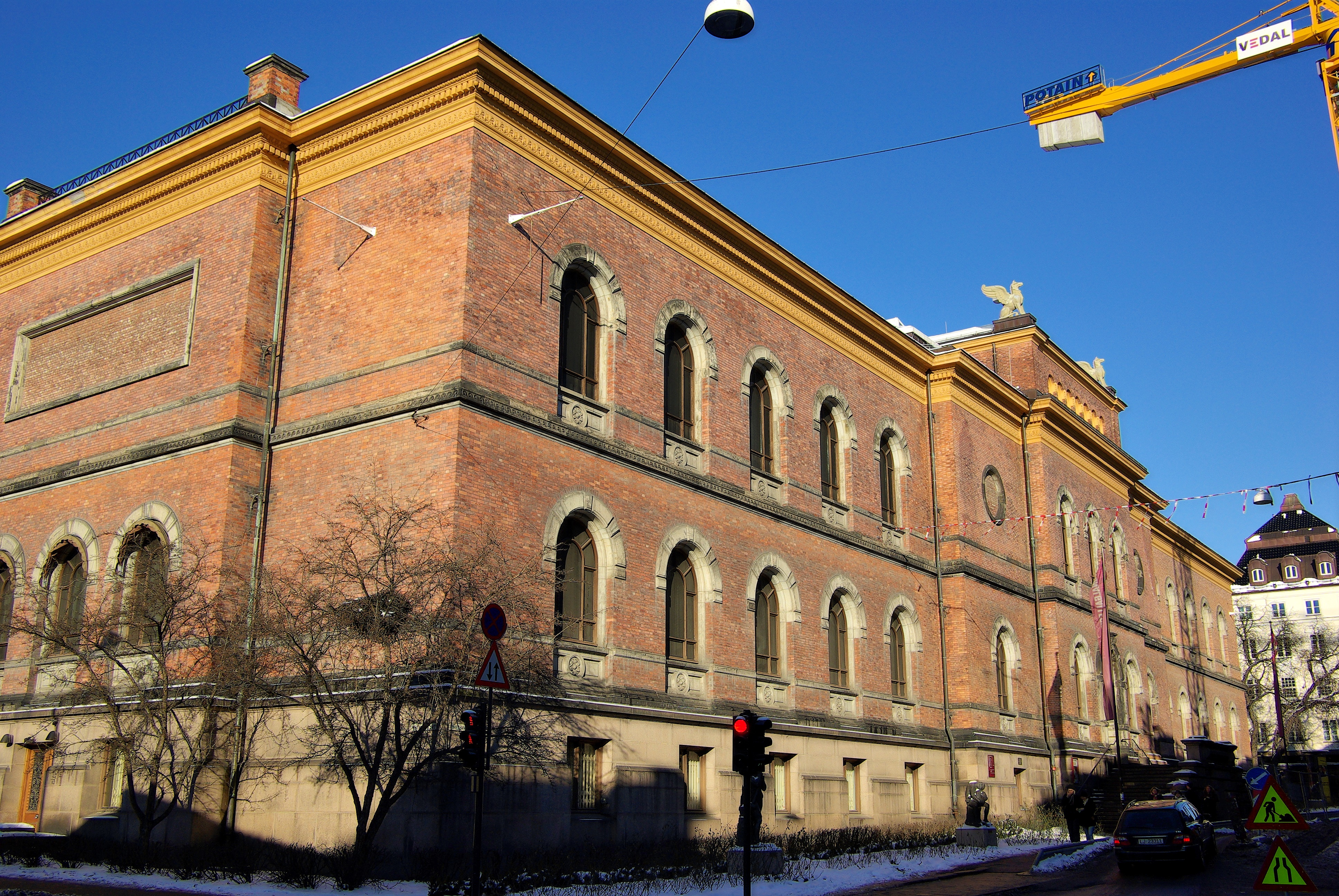
Vroeger gebouw van de Nasjonalgalleriet

## Enkele werken

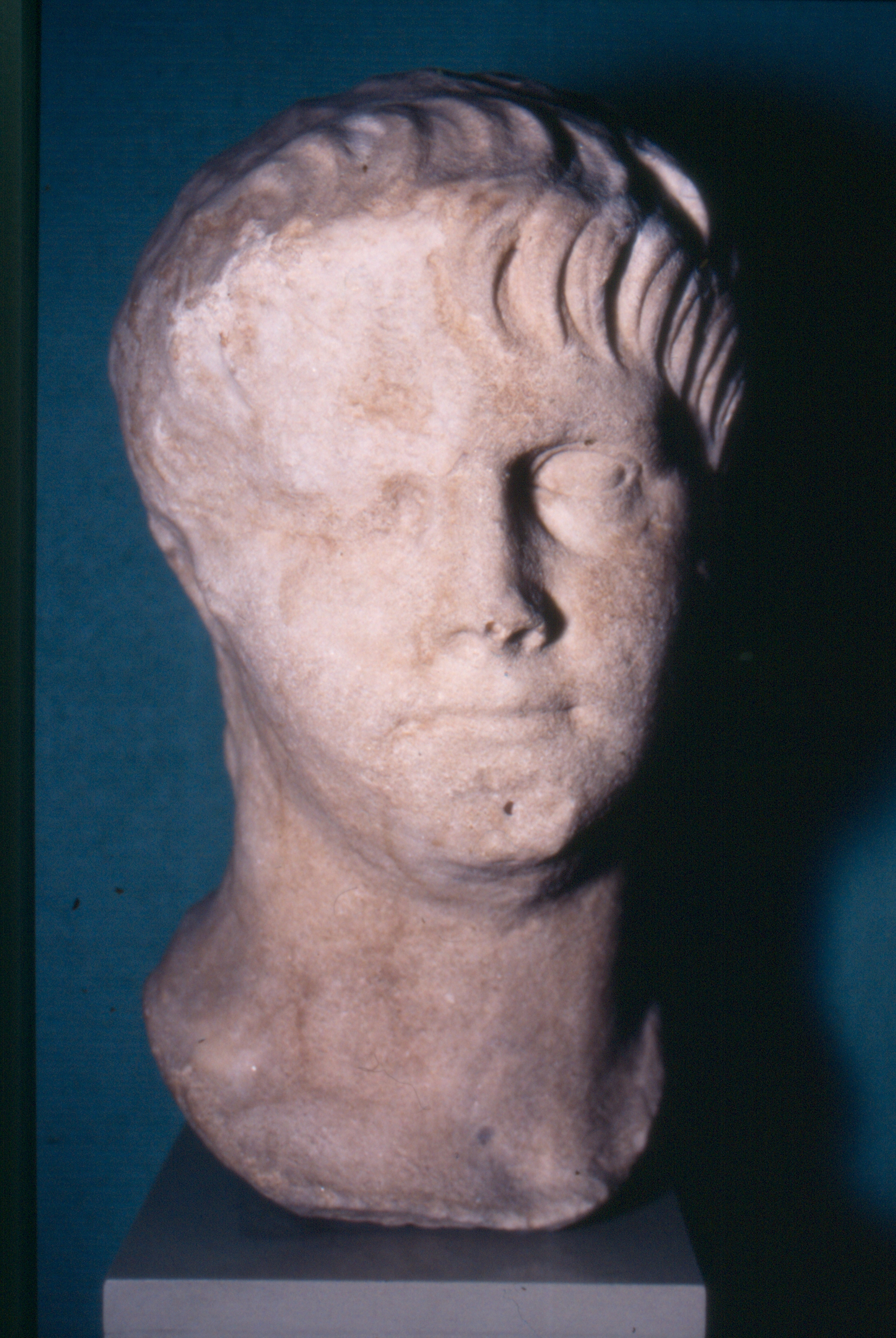
Romeinse buste van Keizer Nero
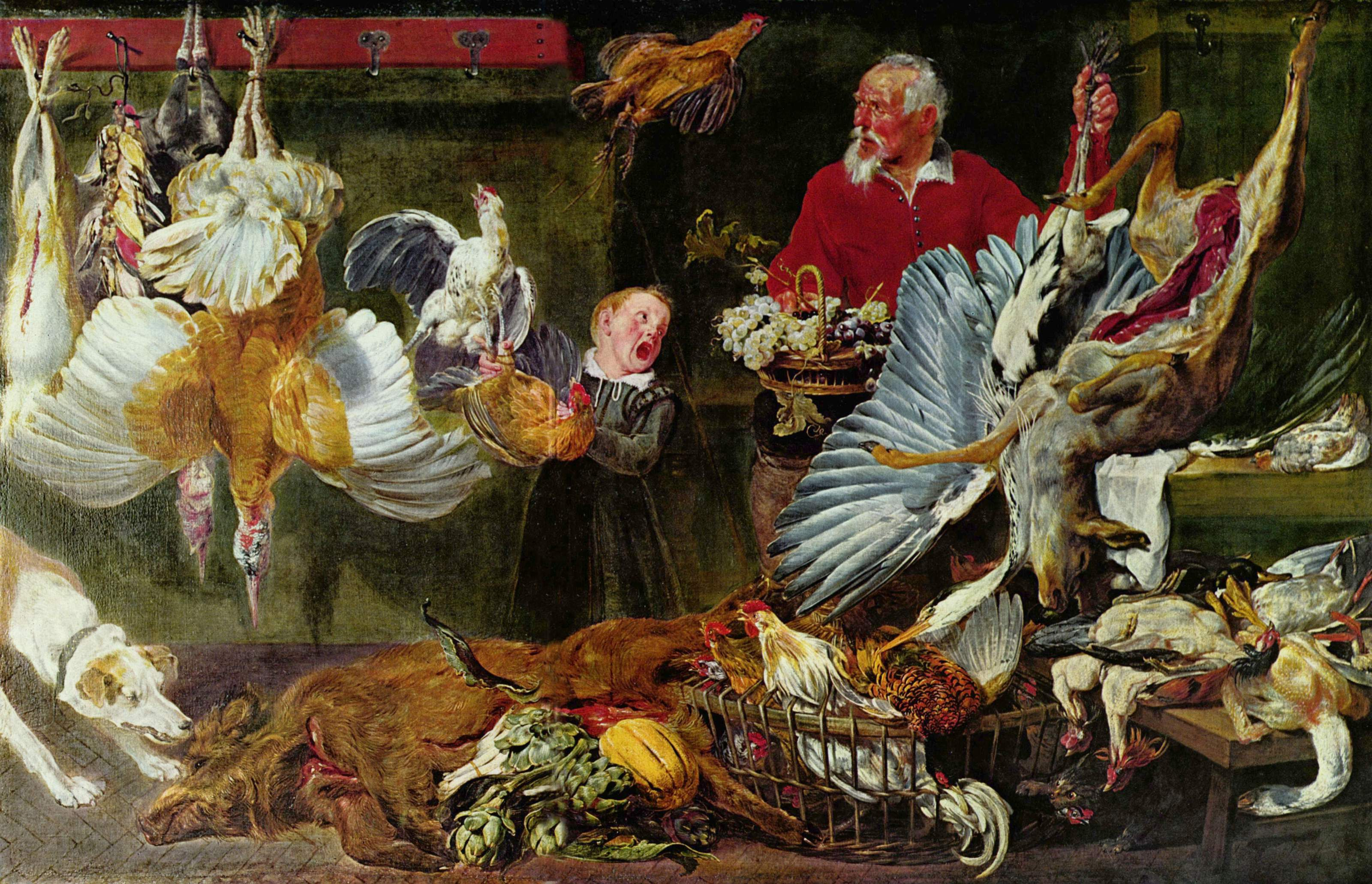
Frans Snyders: Wildbrethändler
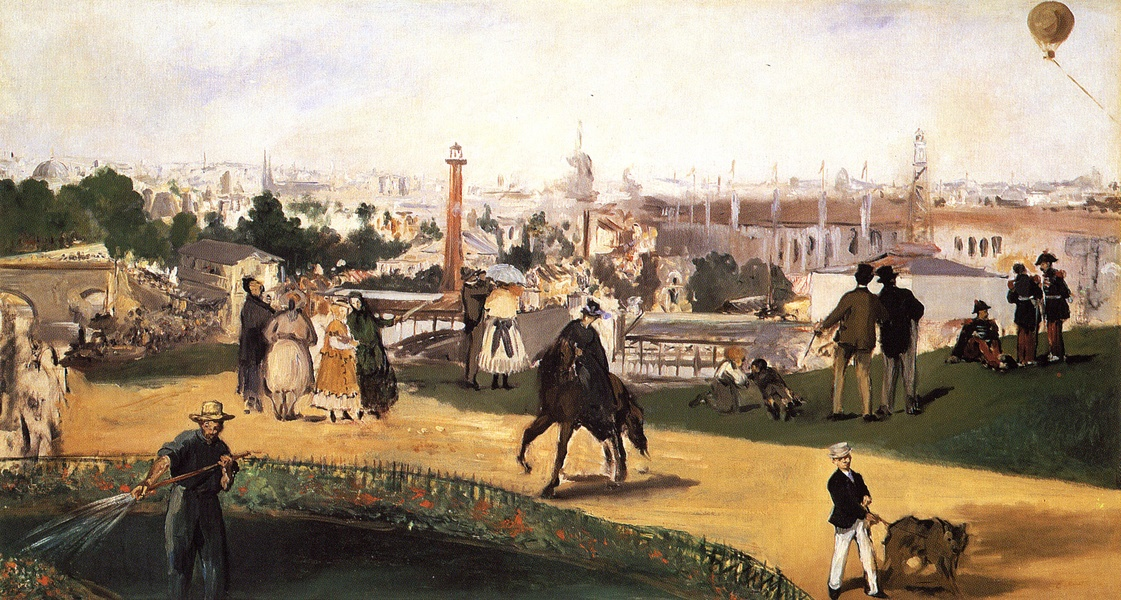
Édouard Manet: Blick auf die Weltausstellung von 1867
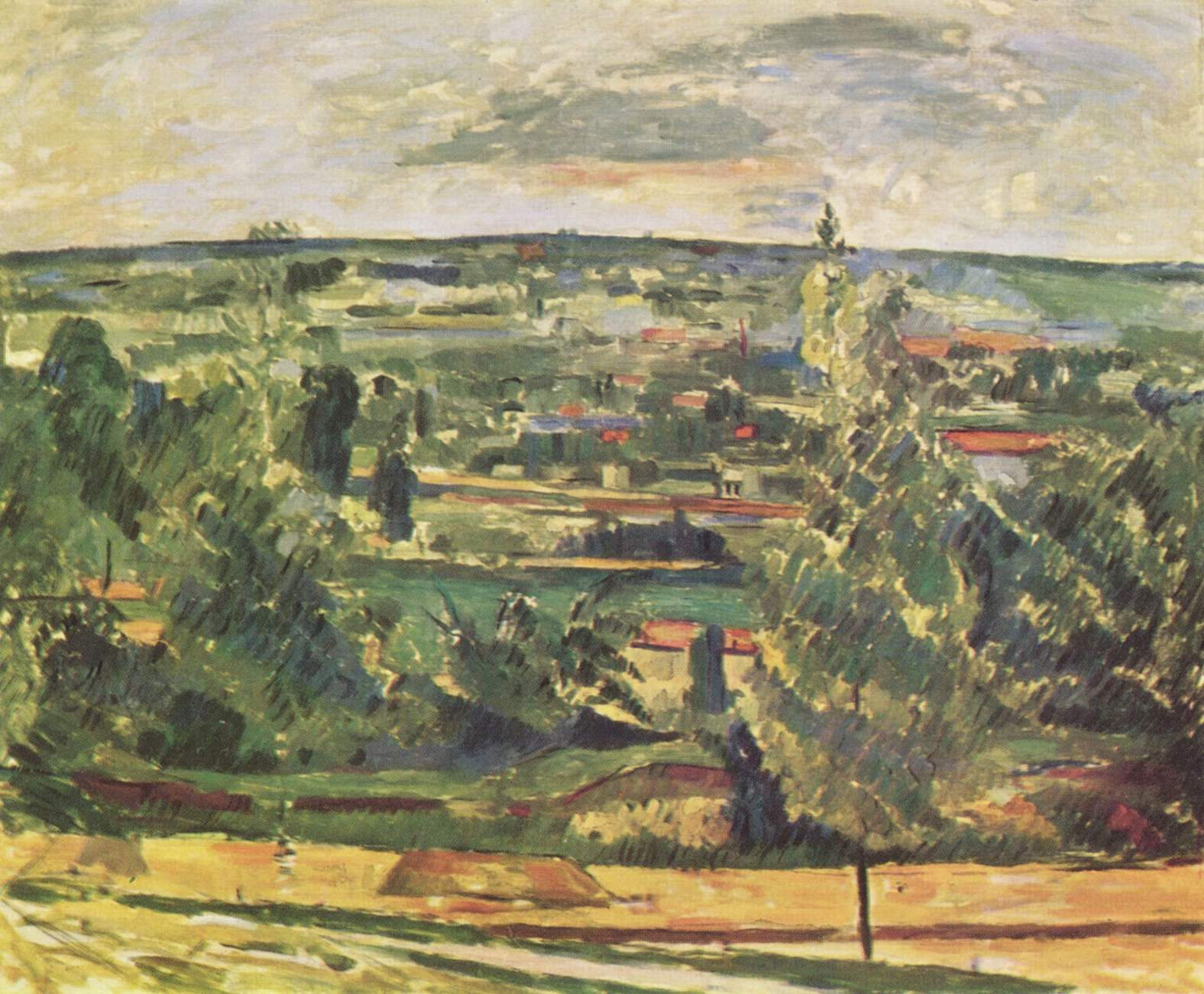
Paul Cézanne: Landschaft beim Jas-de-Bouffan